# Rödstjärtad rosttrast
Rödstjärtad rosttrast (Neocossyphus rufus) är en fågel i familjen trastar inom ordningen tättingar.

## Utseende och läte
Rödstjärtad rosttrast är en långstjärtad roströd trast med en simpel fjäderdräkt. Stjärten har mörk mitt och ljust rödaktiga sidor. Arten liknar vitstjärtad rosttrast, men saknar svarta och vita inslag på stjärten. Den påminner även om kongorosttrast, men har mer vågrät hållning och håller sig mer på marken än uppe i träden. Sången är varierande och ibland utdragen, bestående av en fallande enkel vissling, två visslingar eller en serie med visslingar och drillar. Lätet är ett kort drillande "brttt".

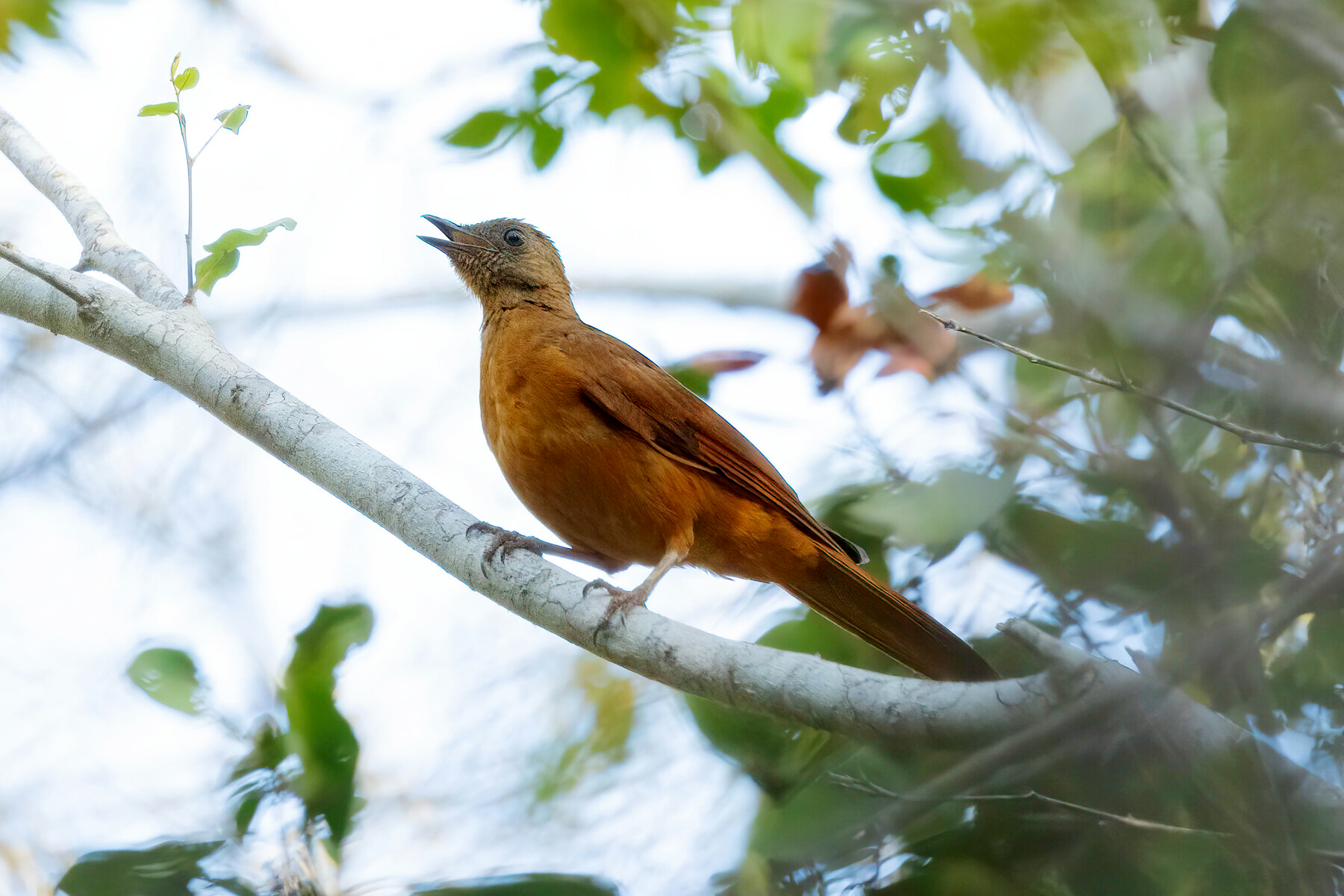

## Utbredning och systematik
Rödstjärtad rosttrast förekommer i Centralafrika och delar av Östafrika. Den delas in i två underarter med följande utbredning:
- Neocossyphus rufus gabunensis – förekommer i låglänta områden från sydöstra Kamerun till Gabon, nordöstra Kongo-Kinshasa och västra Uganda
- Neocossyphus rufus rufus – förekommer i kustnära norra Kenya, norra Tanzania (Tana, Mikindani) samt på Zanzibar

## Levnadssätt
Rödstjärtad rosttrast hittas i fuktiga skogar. Där ses den på eller nära marken, ofta följande svärmande myror. Den är vanligen skygg och tillbakadragen.

## Status och hot
Arten har ett stort utbredningsområde och en stor population, men tros minska i antal till följd av habitatförstörelse och fragmentering, dock inte tillräckligt kraftigt för att den ska betraktas som hotad. Internationella naturvårdsunionen IUCN kategoriserar därför arten som livskraftig (LC). Världspopulationen har inte uppskattats men den beskrivs som sällsynt till lokalt vanlig.